# Distrikt Pólvora
Der Distrikt Pólvora (alternative Schreibweise: Distrikt Polvora) liegt in der Provinz Tocache in der Region San Martín in Nord-Peru. Der Distrikt wurde am 6. Dezember 1984 gegründet. Er hat eine Fläche von 2263 km². Beim Zensus 2017 lebten 10.994 Einwohner im Distrikt. Im Jahr 1993 lag die Einwohnerzahl bei 6010, im Jahr 2007 bei 10.592. Die Distriktverwaltung befindet sich in der auf einer Höhe von 540 m gelegenen Ortschaft Pólvora mit 802 Einwohnern (Stand 2017). Pólvora liegt an der Nationalstraße 5N knapp 5 km östlich des Río Huallaga sowie 35 km nordnordwestlich der Provinzhauptstadt Tocache. Im Süden des Distrikts baut die Firma Palmas del Espino S.A. großflächig Ölpalmen an.

## Geographische Lage
Der Distrikt Pólvora erstreckt sich über den Norden der Provinz Tocache. Der Río Huallaga durchquert den Ostteil des Distrikts in nördlicher Richtung. Im Westen des Distrikts erheben sich die Berge der peruanischen Zentralkordillere, im Osten die der Ostkordillere. Der Río Matallo fließt entlang der nördlichen Distriktgrenze nach Osten. Der Westen des Distrikts wird hauptsächlich über die Flüsse Río Mishollo, Río Challhuayacu und Río Cañuto, alle drei linke Nebenflüsse des Río Huallaga, entwässert.
Der Distrikt Pólvora grenzt im Westen an die Distrikte Ongón (Provinz Pataz) und Huicungo (Provinz Mariscal Cáceres), im Norden an den Distrikt Campanilla (ebenfalls in der Provinz Mariscal Cáceres), im Osten an den Distrikt Alto Biavo (Provinz Bellavista), im Südosten an den Distrikt Tocache sowie im Südwesten an den Distrikt Shunte.

## Orte im Distrikt
Neben dem Verwaltungssitz Pólvora gibt es folgende größere Orte im Distrikt:
- Nuevo Horizonte (1355 Einwohner)
- Nuevo San Martín (767 Einwohner)
- Puerto Pisana (1018 Einwohner)
- Santa Rosa de Mishollo (545 Einwohner)
- Sargento Lores de Balsayacu (546 Einwohner)